# Iotyrris
Iotyrris é um gênero de gastrópodes pertencente a família Turridae.

## Espécies
- Iotyrris cerithiformis (Powell, 1964)
- Iotyrris cingulifera (Lamarck, 1822)
- Iotyrris conotaxis Abdelkrim, Aznar-Cormano, Buge, Fedosov, Kantor, Zaharias & Puillandre, 2018
- Iotyrris devoizei Kantor et al., 2008[2]
- Iotyrris kingae (Powell, 1964)
- Iotyrris marquesensis Sysoev, 2002[3]
- Iotyrris musivum Kantor et al., 2008[4]
- Iotyrris notata (G. B. Sowerby III, 1889)
- Iotyrris olangoensis (Olivera, 2002)